# Хансен, Петер (офицер СС)
Петер Хансен (нем. Peter Adolf Caeser Hansen; 30 ноября 1896, Сантьяго, Чили — 23 мая 1967, Фирзен, Северный Рейн-Вестфалия, ФРГ) — бригадефюрер СС и генерал-майор войск СС.
Участник Первой мировой войны, награждён Железным крестом 1-го и 2-го класса. Член НСДАП (№ 2860864) и СС (№ 129846) с апреля 1933 года. С апреля 1933 по август 1935 года состоял при оберабшнитте СС «Митте». С 24 февраля 1934 года — шарфюрер СС, с 20 апреля 1934 — обершарфюрер СС, с 10 июля 1934 — обертруппфюрер СС, с 30 января 1935 — унтерштурмфюрер СС.
15 августа 1935 года вернулся в армию в чине капитана и был назначен командиром батареи в Лейпциге, Наумбурге и Майсене. В 1937 переведён в 50-й артиллерийский полк (Лейпциг). С января 1939 — майор, командир 2-го батальона 50-го артиллерийского полка. 1 июня 1939 года был переведён в части усиления СС и произведён в оберштурмбаннфюреры СС. С 19 октября 1939 — штандартенфюрер СС, с 13 декабря 1940 — оберфюрер СС, с 30 января 1942 — бригадефюрер СС и генерал-майор войск СС.
С 1 сентября 1939 по 1 апреля 1940 — командир артиллерийского штандарта «V», затем возглавлял VII управление (логистика) Главного оперативного управления СС. С 25 февраля по май 1943 командовал 15-й гренадерской дивизией СС (1-я латышской) в период её формирования. Со 2 октября 1943 по 1 мая 1944 — командир итальянской вспомогательной полиции (Milizia Armata Polizei), позднее реорганизованной в 1-ю итальянскую гренадерскую бригаду войск СС, а в конце войны — в 29-ю итальянскую дивизию СС. 14 марта 1944 получил строгий выговор дисциплинарного суда за неоправданный риск.
С 10 июля по 22 августа 1944 — командир артиллерии 3-го танкового корпуса СС. В сентябре-октябре 1944 вновь командовал 1-й итальянской гренадерской бригадой СС. С ноября 1944 по февраль 1945 командир артиллерии 1-го танкового корпуса СС. С 5 февраля по 8 мая 1945 — начальник штаба 18-го армейского корпуса СС. Кавалер ряда наград.